# 브라질 여자 축구 국가대표팀
브라질 여자 축구 국가대표팀은 브라질을 대표하는 여자 축구 대표팀으로 브라질 축구 연맹에서 운영하고 있다. 남자대표팀과 마찬가지로 '카나리아'라는 별칭으로 잘 알려져 있으며 1985년 7월 22일 미국과의 국제 경기 데뷔전에서 비록 1-2로 패했지만 여전히 남미 여자 축구 강호로 손꼽히는 팀이다.

## 국제 대회 경력

### FIFA 여자 월드컵
1991년 FIFA 여자 월드컵을 시작으로 2019년 대회까지 단 한번도 빠짐 없이 본선에 출전하여 이 중 2007년 대회에서 준우승을 차지했고 1999년 대회에서는 4강에 이름을 올리는 등 조별리그 탈락의 쓴 맛을 본 1991년과 1995년 대회, 2023년 대회를 제외한 6번의 대회에서 모두 토너먼트 진출에 성공했다.

### 코파 아메리카 페메니나
1991년 남미 여자 축구 선수권 대회를 시작으로 8번의 코파 아메리카 페메니나 대회에 모두 출전하여 아르헨티나에 패하며 준우승에 머물렀던 2006년 대회를 제외한 모든 대회에서 우승컵을 들어올렸다.

### 하계 올림픽
1996년 하계 올림픽을 시작으로 2020년 대회까지 단 한번의 예선 탈락 없이 7회 연속 올림픽 본선에 올라 이 중 2004년 과 2008년 대회에서 은메달을 획득했다.

### 팬아메리칸 게임
팬아메리칸 게임 축구 본선에는 4번 출전하여 이 가운데 은메달에 머물렀던 2011년 대회를 제외하고 3번의 대회에서 모두 금메달을 목에 걸었다.

### CONCACAF 여자 축구 선수권 대회
골드컵 본선에는 2000년 대회에 초청팀 자격으로 유일하게 출전하였음에도 불구하고 이 대회에서 준우승을 차지하는 기염을 토했다.

## 기타 국제 대회 경력
알가르브컵에는 2번 출전하여 2016년 대회에서 준우승을 차지했고 자국에서 열린 8번의 4개국 친선 국제 축구 대회 중 6번의 대회에서 우승을 차지했으며 2번의 대회에서는 준우승을 차지했다.

## 성적

### FIFA 여자 월드컵
| 연도 | 결과      | 순위 | 경기수 | 승 | 무 | 패 | 득점 | 실점 |
| ---- | --------- | ---- | ------ | -- | -- | -- | ---- | ---- |
| 1991 | 조별 리그 | 9위  | 3      | 1  | 0  | 2  | 1    | 7    |
| 1995 | 조별 리그 | 9위  | 3      | 1  | 0  | 2  | 3    | 8    |
| 1999 | 4강       | 3위  | 6      | 3  | 2  | 1  | 16   | 9    |
| 2003 | 8강       | 5위  | 4      | 2  | 1  | 1  | 9    | 4    |
| 2007 | 준우승    | 2위  | 6      | 5  | 0  | 1  | 17   | 4    |
| 2011 | 8강       | 5위  | 4      | 3  | 1  | 0  | 9    | 2    |
| 2015 | 16강      | 9위  | 4      | 3  | 0  | 1  | 4    | 1    |
| 2019 | 16강      | 10위 | 4      | 2  | 0  | 2  | 7    | 5    |
| 2023 | 조별 리그 | 18위 | 3      | 1  | 1  | 1  | 5    | 2    |
| 합계 | 9/9       |      | 37     | 21 | 5  | 11 | 71   | 42   |

### 올림픽
- 1996년 - 4위
- 2000년 - 4위
- 2004년 - 준우승
- 2008년 - 준우승
- 2012년 - 8강
- 2016년 - 4위
- 2020년 - 8강
- 2024년 - 준우승

### 코파 아메리카 페메니나
- 1991년 - 우승
- 1995년 - 우승
- 1999년 - 우승
- 2003년 - 우승
- 2006년 - 준우승
- 2010년 - 우승
- 2014년 - 우승
- 2018년 - 우승
- 2022년 - 우승

## 역대 감독
| 감독          | 임기        |
| ------------- | ----------- |
| 바당          | 2014 ~ 2016 |
| 바당          | 2017 ~ 2019 |
| 피아 순드하게 | 2019 ~ 2023 |

## 같이 보기
- 브라질 축구 국가대표팀